# A Canção da Primavera
A Canção da Primavera é um filme brasileiro mudo dirigido por Igino Bonfioli e Cyprien Segur. Foi lançado em 12 de julho de 1923, no Rio de Janeiro.

## Sinopse
A história se passa no século XIX, em Minas Gerais, e conta a vida do fazendeiro Luiz Roldão (Ari de Castro Viana) que arranja o casamento de seu filho Jorge (Odilardo Costa) com Rosita (Lucinda Barreto), a fim de unir-se economicamente com a família de Bento, mas tudo sai errado quando Jorge se apaixona por Lina (Iracema Aleixo).

## Elenco
- Ari de Castro Viana - Luiz Roldão
- Odilardo Costa - Jorge
- Lucinda Barreto - Rosita
- Iracema Aleixo -  Lina
- Naná Andrade -  Lili
- Osiris Colombo - Padre Belisário
- Clementino Dotti - Dr. Carlos
- Alberto Gomes - Juca Barbeiro
- Nina Gomes - Salustiana